# Newton (New Jersey)
Newton ist eine Gemeinde im Bundesstaat New Jersey in den Vereinigten Staaten. Das U.S. Census Bureau hat bei der Volkszählung 2020 eine Einwohnerzahl von 8.374 ermittelt. Sie bildet den County Seat des Sussex County.

## Geschichte
Der erste aufgezeichnete europäische Siedler innerhalb der Grenzen des heutigen Newton war ein deutscher pfälzischer Einwanderer namens Henry Hairlocker, der irgendwann vor 1751 ankam, als er in den Aufzeichnungen des Morris County als Empfänger einer Tavernenlizenz erscheint. Der Newtown Precinct, eine große Gemeinde, wurde 1751 gegründet, und Sussex County wurde zwei Jahre später, am 8. Juni 1753, aus Morris County geschaffen. Die Gemeinde wurde nach dem kolonialen Dorf Newtown in Queens, New York, benannt.
Newton Township trat mehrmals im 18. und 19. Jahrhundert Land ab, um neue Townships zu gründen, bis eine endgültige Teilung das Township am 11. April 1864 auflöste, und zwar durch einen Gesetzgebungsakt der Legislative von New Jersey, der das Dorf Newton als unabhängige Gemeinde und zwei ländliche Townships – Hampton und Andover – schuf.

## Demografie
Nach der Schätzung von 2019 leben in Newton 8019 Menschen. Die Bevölkerung teilte sich im selben Jahr auf in 89,7 % Weiße, 4,7 % Afroamerikaner, 2,9 % Asiaten und 1,7 % mit zwei oder mehr Ethnizitäten. Hispanics oder Latinos aller Ethnien machten 14,0 % der Bevölkerung aus. Das mittlere Haushaltseinkommen lag bei 68.365 US-Dollar und die Armutsquote bei 11,4 %.

## Kultur
Newton beherbergt das Hill Memorial Museum der Sussex County Historical Society, das älteste kontinuierlich betriebene Museumsgebäude des Bundesstaates. Die 1904 gegründete Gesellschaft bietet eine Forschungs- und Ahnensammlung sowie Ausstellungen, die sich auf die Geschichte der Region konzentrieren, von Mastodon-Knochen und Artefakten der amerikanischen Ureinwohner über den Revolutionskrieg bis zum Zweiten Weltkrieg.

## Bildung
Das Sussex County Community College befindet sich in Newton.

## Persönlichkeiten
- Henry J. B. Cummings (1831–1909), Politiker
- John W. Griggs (1849–1927), Politiker, Gouverneur von New Jersey und Justizminister
- Will Bradley (1912–1989), Posaunist
- Glenn Andreotta (1947–1968), Militär-Hubschrauberpilot
- Lou Banach (* 1960), Ringer
- Ed Banach (* 1960), Ringer
- Janeane Garofalo (* 1964), Schauspielerin und Komikerin